# Вторая глава (Американская история ужасов)
«Вторая глава» (англ. «Chapter 2») — второй эпизод шестого сезона американского телесериала в жанре антология «Американская история ужасов». Премьерный показ состоялся 21 сентября 2016 года на телеканале FX. Режиссёром выступил Майкл Гой, сценаристом — Тим Майнир.
Странности дома и леса продолжают пугать Шелби (Лили Рэйб, Сара Полсон в постановке), Мэтта (Андре Холланд, Куба Гудинг-мл. в постановке) и Ли (Адина Портер, Анджела Бассетт в постановке). К Ли приезжает погостить дочь. В эпизоде отсутствуют Шайенн Джексон и Эван Питерс.

## Сюжет
Шелби бежит от окружающих её людей и натыкается на зверский ритуал жертвоприношения. На мужчину надели голову свиньи, а затем сожгли на костре, тем самым наказав его за дезертирство. Замечая Шелби, предводительница (Кэти Бэйтс в постановке) приказывает схватить её, и Шелби убегает. Она выбежала на дорогу, где её нашла Ли. Утром в больнице к ней приезжает Мэтт и обещает ей уехать из этого дома. Но Шелби уверена, что это те деревенщины хотят их запугать. Она решает бороться.
В дом на выходные приезжает Флора, дочь Ли. Она не хотела вести дочку в этот дом, но встреча с Флорой была важнее для Ли. Они играли, затем Ли предложила перекусить. Когда она вернулась, Флора куда-то пропала. Она стояла у двери в подвал и разговаривала с Присциллой, невидимой девочкой, которую Ли приняла за воображаемую подружку Флоры. Флора говорит, что Присцилла пообещала ей сплести чепчик, если они помогут ей «остановить кровь». Позже Ли находит чепчик около разбитой вазы в гостиной.
Шелби не нравится то, что Флора находится в доме. Мэтт тоже решает бороться с теми, кто их терроризирует. Ночью пару опять разбудили странные звуки снаружи, и Шелби хочет пойти разобраться с ними, с ней также идёт Мэтт. Они разделились и потеряли друг друга. Встретились они уже около горящего ритуального костра, где также на кресте была голова свиньи. Мэтт потушил крест, и они вызвали полицию. Полицейский (Колби Френч) решает поставить в их дворе патрульную машину.
Ночью Мэтта разбудил телефонный звонок. Женщина просила о помощи, говорила, что её мучают. Мэтт замечает, что телефон при этом отключен от сети. В соседней комнате Мэтт видит медсестёр и пожилую женщину, которую одна из сестёр застрелила, а вторая написала на стене букву «М». Мэтт побежал к патрульной машине, но в комнате ничего не было. Ли волнуется, что в следующий раз полиция отреагирует неохотно.
Мейсон (Чарльз Малик Уитфилд в постановке) приезжает за дочерью, но Флора, по мнению родителей, решила сыграть в прятки, свою версию которых придумала ещё три года назад. Они её находят в чулане, разговаривающую с Присциллой. Присцилла просит у Флоры куклу, а взамен она спасет их семью о смерти. Ведь кто-то собирается убить всю их семью, а Флору «оставить напоследок». Мейсон в ярости забирает Флору и грозится Ли судом.
Ли сорвалась и напилась. Мэтт и Шелби нашли её на кухне, когда услышали звуки разбившейся посуды, а на потолке были ножи. Мэтт укладывает сестру спать, а сам спускается вниз к Шелби. На улице они увидели девочку и пошли за ней. На том месте, где она стояла оказался погреб. Тем временем Ли проснулась от чувства, что за ней кто-то следит. Идя по коридору, Ли видит на стене поросячьи хвосты, а в зеркале видит свино-человека.
В погребе Шелби и Мэтт нашли камеру, запись с которой воспроизвели в доме. На плёнке некий доктор Элиас Каннингем (Дэнис О’Хэр в постановке), которого они видели на видео в подвале, говорит, что за ним охотятся неведомые силы. Он рассказывает историю про медсестёр Бриджет и Миранду Джейн. Они работали в доме престарелых, где убивали пациентов. Они ушли с работы, пока их не засудили. Они приехали в этот дом и открыли свой дом престарелых. Он был дешёвым, желающих было много. Но их интересовали семьи, которым надо было куда-нибудь скинуть своих родственников. Важным для медсестёр была первая буква имени. Они отбирали людей для убийств, чтобы сложить из первых букв их имён слово «murder» («убийство»). Когда в дом приехала полиция, ни Бриджет, ни Миранды не было. Они пропали, оставив незаконченное «murde». Элиас говорит, что сколько ни пытались закрасить эти буквы, они всё равно просвечивали. Мэтт решил проверить это: он пошёл в комнату, где видел убийство, содрал обои и увидел там это слово. Они продолжили смотреть запись. Элиас предполагает, что сестёр остановили тёмные силы, обитающие вокруг. Он идёт в дом, доказать паранормальность этого дома.
Шелби и Мэтт решают продать дом. Однако попытки тщетны: вернуть деньги получится только через продажу дома. Ли похищает Флору и привозит её в дом. Мэтт настроен серьёзно, Ли утверждает, что не хочет терять свою дочь. Шелби успокаивает Мейсона, полицию он привлекать не будет, но дочь потребовал вернуть. В это время Флора идёт за Присциллой. Ли идёт попрощаться с Флорой, но в гостиной её нет. Обыскав весь дом, они поняли, что она в лесу. Все направились на поиски Флоры. Единственное, что они нашли — кофту на вершине высокого дерева.

## Критика и приём
«Вторую главу» посмотрело 3,27 миллиона человек с долей 1,8 в возрастной категории от 18 до 49 лет.
64 % всех рецензий на сайте Rotten Tomatos — положительные. Общая оценка эпизода 6,1/10.